# Bosznia-Hercegovina az 1998. évi téli olimpiai játékokon
Bosznia-Hercegovina a japán Naganóban megrendezett 1998. évi téli olimpiai játékok egyik részt vevő nemzete volt. Az országot az olimpián 3 sportágban 8 sportoló képviselte, akik érmet nem szereztek.

## Alpesisí
Férfi
| Versenyző         | Versenyszám            | 1. futam | 1. futam | 2. futam      | 2. futam      | Összesítés | Összesítés |
| Versenyző         | Versenyszám            | Idő      | Hely.    | Idő           | Hely.         | Idő        | Helyezés   |
| ----------------- | ---------------------- | -------- | -------- | ------------- | ------------- | ---------- | ---------- |
| Enis Bećirbegović | Lesiklás               |          |          |               |               | 1:53,47    | 21.        |
| Enis Bećirbegović | Óriás-műlesiklás       | 1:26,15  | 37.      | nem ért célba | nem ért célba | kiesett    | kiesett    |
| Enis Bećirbegović | Szuperóriás-műlesiklás |          |          |               |               | 1:37,58    | 22.        |

Női
| Versenyző     | Versenyszám            | 1. futam      | 1. futam      | 2. futam | 2. futam | Összesítés | Összesítés |
| Versenyző     | Versenyszám            | Idő           | Hely.         | Idő      | Hely.    | Idő        | Helyezés   |
| ------------- | ---------------------- | ------------- | ------------- | -------- | -------- | ---------- | ---------- |
| Arijana Boras | Óriás-műlesiklás       | nem ért célba | nem ért célba | kiesett  | kiesett  | kiesett    | kiesett    |
| Arijana Boras | Szuperóriás-műlesiklás |               |               |          |          | 1:24,48    | 39.        |

## Bob
| Versenyző                                                      | Versenyszám | 1. futam | 1. futam | 2. futam | 2. futam | 3. futam | 3. futam | 4. futam | 4. futam | Összesítés | Összesítés |
| Versenyző                                                      | Versenyszám | Idő      | Hely.    | Idő      | Hely.    | Idő      | Hely.    | Idő      | Hely.    | Idő        | Helyezés   |
| -------------------------------------------------------------- | ----------- | -------- | -------- | -------- | -------- | -------- | -------- | -------- | -------- | ---------- | ---------- |
| Zoran Sokolović Ognjen Sokolović                               | Kettes      | 57,36    | 38.      | 56,62    | 31.      | 56,32    | 29.      | 56,31    | 30.      | 3:46,61    | 31.        |
| Zoran Sokolović Nihad Mameledzija Edin Krupalija Mario Franjić | Négyes      | 55,26    | 26.      | 55,11    | 25.      | 55,30    | 25.      |          |          | 2:45,67    | 25.        |

## Szánkó
| Versenyző        | Versenyszám | 1. futam | 1. futam | 2. futam | 2. futam | 3. futam | 3. futam | 4. futam | 4. futam | Összesítés | Összesítés |
| Versenyző        | Versenyszám | Idő      | Hely.    | Idő      | Hely.    | Idő      | Hely.    | Idő      | Hely.    | Idő        | Helyezés   |
| ---------------- | ----------- | -------- | -------- | -------- | -------- | -------- | -------- | -------- | -------- | ---------- | ---------- |
| Ismar Biogradlić | Férfi egyes | 51,252   | 25.      | 51,170   | 25.      | 51,384   | 24.      | 51,363   | 24.      | 3:25,169   | 23.        |